# Ryan Dalziel
Ryan Dalziel (ur. 12 kwietnia 1982 roku w Glasgow) – brytyjski kierowca wyścigowy.

## Kariera
Dalziel rozpoczął karierę w międzynarodowych wyścigach samochodowych w 1999 roku od startów w Formule Vauxhall, gdzie trzykrotnie wygrywał. Uzbierane 127 punktów pozwoliły mu zdobyć tytuł wicemistrza serii. W późniejszych latach Brytyjczyk pojawiał się także w stawce Brytyjskiej Formuły Renault, Brytyjskiej Formuły 3, Masters of Formula 3, Atlantic Championship, Grand American Rolex Series, Champ Car, American Le Mans Series, Superleague Formula, 24-godzinnego wyścigu Le Mans, Continental Tire Sports Car Challenge, 6 Hours of Bogota, FIA World Endurance Championship, 24H Dubai, Gulf 12 Hours, Pirelli World Challenge oraz United Sports Car Championship.

## Wyniki w 24h Le Mans
| Rok  | Zespół                    | Partnerzy                            | Samochód           | Klasa   | Okr. | Poz. | Klasa Pos. |
| ---- | ------------------------- | ------------------------------------ | ------------------ | ------- | ---- | ---- | ---------- |
| 2010 | Jaguar RSR                | Paul Gentilozzi Marc Goossens        | Jaguar XKR GT2     | GT2     | 4    | NU   | NU         |
| 2012 | Starworks Motorsport      | Enzo Potolicchio Tom Kimber-Smith    | HPD ARX-03b        | LMP2    | 354  | 7    | 1          |
| 2013 | SRT Motorsports           | Marc Goossens Dominik Farnbacher     | SRT Viper GTS-R    | GTE Pro | 306  | 24   | 8          |
| 2015 | Extreme Speed Motorsports | Scott Sharp David Heinemeier Hansson | Ligier JS P2-Honda | LMP2    | 329  | 28   | 10         |